# 작은유령박쥐
작은유령박쥐(Diclidurus scutatus)는 대꼬리박쥐과에 속하는 박쥐의 일종이다. 브라질 북부와 콜롬비아, 에콰도르, 프랑스령 기아나, 가이아나, 페루, 수리남 그리고 베네수엘라에서 발견된다.